# Marek Šovčík
Marek Šovčík (* 8. ledna 1993, Podlavice) je slovenský fotbalový útočník. Od roku 2012 působí v A-týmu FK Dukla Banská Bystrica.

## Fotbalová kariéra
Svoji fotbalovou kariéru začal v FK Jupie Podlavice. Od dorostu působí v FK Dukla Banská Bystrica.